# Elecciones al Congreso de los Diputados de noviembre de 2019 (La Rioja)
Las elecciones al Congreso de los Diputados de noviembre de 2019 se celebraron en la Comunidad Autónoma de La Rioja el domingo 10 de noviembre, como parte de las elecciones generales convocadas por Real Decreto dispuesto el 4 de marzo de 2019 y publicado en el Boletín Oficial del Estado el día siguiente. Se eligieron los 4 diputados del Congreso correspondientes a la circunscripción electoral de La Rioja, mediante un sistema proporcional (método d'Hondt) con listas cerradas y un umbral electoral del 3%.

## Resultados
Los comicios depararon 2 escaños al Partido Socialista Obrero Español y al Partido Popular. 
| Candidatura                                            | Candidatura                                            | Votos   | %                                        | Escaños                                  |
| ------------------------------------------------------ | ------------------------------------------------------ | ------- | ---------------------------------------- | ---------------------------------------- |
|                                                        | Partido Socialista Obrero Español (PSOE)               | 57 485  | 35,23                                    | 2                                        |
|                                                        | Partido Popular (PP)                                   | 56 450  | 34,59                                    | 2                                        |
| Vox (Vox)                                              | Vox (Vox)                                              | 18 908  | 11,59                                    | 0                                        |
| Unidas Podemos (Podemos-IU-Equo)                       | Unidas Podemos (Podemos-IU-Equo)                       | 16 273  | 9,97                                     | 0                                        |
| Ciudadanos-Partido de la Ciudadanía (Cs)               | Ciudadanos-Partido de la Ciudadanía (Cs)               | 11 673  | 7,15                                     | 0                                        |
| Partido Animalista Contra el Maltrato Animal (PACMA)   | Partido Animalista Contra el Maltrato Animal (PACMA)   | 1096    | 0,67                                     | 0                                        |
| Escaños en Blanco (EB)                                 | Escaños en Blanco (EB)                                 | 425     | 0,26                                     | 0                                        |
| Recortes Cero-Grupo Verde (R0-GV)                      | Recortes Cero-Grupo Verde (R0-GV)                      | 307     | 0,19                                     | 0                                        |
| Por un Mundo Más Justo (PUM+J)                         | Por un Mundo Más Justo (PUM+J)                         | 297     | 0,18                                     | 0                                        |
| Partido Comunista de los Trabajadores de España (PCTE) | Partido Comunista de los Trabajadores de España (PCTE) | 263     | 0,16                                     | 0                                        |
| Votos válidos                                          | Votos válidos                                          | 163 177 | 100,00                                   | 4                                        |
| Votos nulos                                            | Votos nulos                                            | 2615    | Participación: · \| \| 66,96 % \| 11,15% | Participación: · \| \| 66,96 % \| 11,15% |
| Votantes                                               | Votantes                                               | 167 549 | Participación: · \| \| 66,96 % \| 11,15% | Participación: · \| \| 66,96 % \| 11,15% |
| Electores                                              | Electores                                              | 250 213 | Participación: · \| \| 66,96 % \| 11,15% | Participación: · \| \| 66,96 % \| 11,15% |
|                                                        | 66,96 %                                                |         |                                          |                                          |

## Diputados electos
Relación de diputados electos:
| N.º | Nombre                                | Lista | Lista |
| --- | ------------------------------------- | ----- | ----- |
| 1   | María Marrodán Funes                  |       | PSOE  |
| 2   | María Concepción Gamarra Ruiz-Clavijo |       | PP    |
| 3   | Juan Cuatrecasas Asua                 |       | PSOE  |
| 4   | Javier Merino Martínez                |       | PP    |